# Eduardo Aranda Asquerino
Eduardo Aranda Asquerino (Sevilla, 29 de enero de 1894-†8 de julio de 1955). Militar y político. Padre de Luis Aranda de Carranza. Es hijo del militar Gabino Aranda Mihura y la sanluqueña Elisa Asquerino Lacave, Eduardo dedicó por entero toda su vida a su carrera militar, ocupando la mayor parte de sus destinos en el polígono de tiro costilla y regimiento de Artillería n.º 1. Además fue coronel de la escuela de aplicación y tiro de artillería de costa y finalmente coronel del regimiento mixto de artillería del norte de África, retirándose por voluntad propia a Cádiz.
El 18 de julio de 1936 se incorpora al movimiento nacional, y solicitándole al general gobernador militar López Pinto las llaves del castillo de Santa Catalina, liberó al general Varela, conquistador de Cádiz. 
Integró un grupo de cinco socios del Casino Gaditano, que llamaron 'Ponencia', encargados de lograr «la restitución de la sociedad a la situación normal de funcionamiento que disfrutaba antes del glorioso alzamiento nacional» del edificio del Casino Gaditano. Fue nombrado presidente el 9 de marzo de 1944 para hacer renacer una institución que estaba prácticamente desintegrada, logró reparar los numerosos daños que el edificio había sufrido durante la ocupación falangista y reenganchar a los que habían sido socios hasta julio de 1936, además de conseguir nuevos socios y revitalizar la institución. 
Después de la toma de Cádiz fue nombrado jefe de Correos y Telégrafos y luego alcalde de Cádiz, dándose la curiosa circunstancia que la entrega de la Alcaldía se la hizo a su suegro Ramón de Carranza Fernández de la Reguera. 
Se encontraba muy ligado a la localidad de Conil de la Frontera, a la que favoreció desinteresadamente, lugar de retiro (y quizás también de nacimiento) de su padre Gabino Aranda Mihura, quien fue nombrado hijo predilecto de dicha localidad por sus contribuciones a la misma.